# عشق (ترانه اینا)
«عشق» (به انگلیسی: Love) تک‌آهنگی از اینا است که در سال ۲۰۰۹ میلادی منتشر شد.
این تک‌آهنگ در چارت‌های در رتبه اول و در چارت‌های ، جزو ده ترانه اول قرار گرفت.